# Parque Nacional de Yosemite
O Parque Nacional de Yosemite (/joʊˈsɛmɪti/, em inglês:  Yosemite National Park)  é um parque nacional norte-americano localizado nas montanhas da Serra Nevada, no estado da Califórnia, nos condados de Mariposa e Tuolumne.
O parque cobre uma área de 3 081 km², estando a sua altitude compreendida entre os 600 e os 4 mil metros. O parque de Yosemite recebe a visita de cerca de três milhões de visitantes por ano, grande parte somente para ver o vale de Yosemite, mas no parque existem muitas outras atrações, pois é reconhecido internacionalmente pelos seus espetaculares desfiladeiros de granito, cascatas, arroios claros, bosques de sequoias gigantes e grande biodiversidade, que lhe valeram a designação de Património Mundial em 1984.
Das sete mil espécies de plantas existentes na Califórnia, cerca de metade está na Serra Nevada, e mais de 20% das espécies concentra-se em Yosemite. O parque conta também com registros documentais da presença de mais de 160 plantas raras, com solos únicos e formações geológicas também elas raras, que caracterizam as áreas restritas que estas plantas ocupam.
Geologicamente o parque caracteriza-se pela presença de rocha granítica e algumas rochas mais antigas. Há aproximadamente dez milhões de anos, a Serra Nevada sofreu uma elevação, tendo-se depois inclinado, o que levou a que as suas encostas ocidentais ficassem com declives ligeiros e as orientais com declives mais acentuados. A elevação resultou num aumento da inclinação dos leitos dos riachos e dos rios, resultando na formação de desfiladeiros profundos e estreitos. Há um milhão de anos, verificou-se uma acumulação de neve e gelo, formando glaciares nos prados alpinos mais altos, descendo depois para os vales percorridos pelos rios.
A espessura do gelo no vale de Yosemite pode ter chegado aos 1,2 mil metros durante o início do período glaciar. O movimento de descida das massas de gelo esculpiu o vale em forma de U que tantos visitantes atrai hoje em dia.

## Geografia

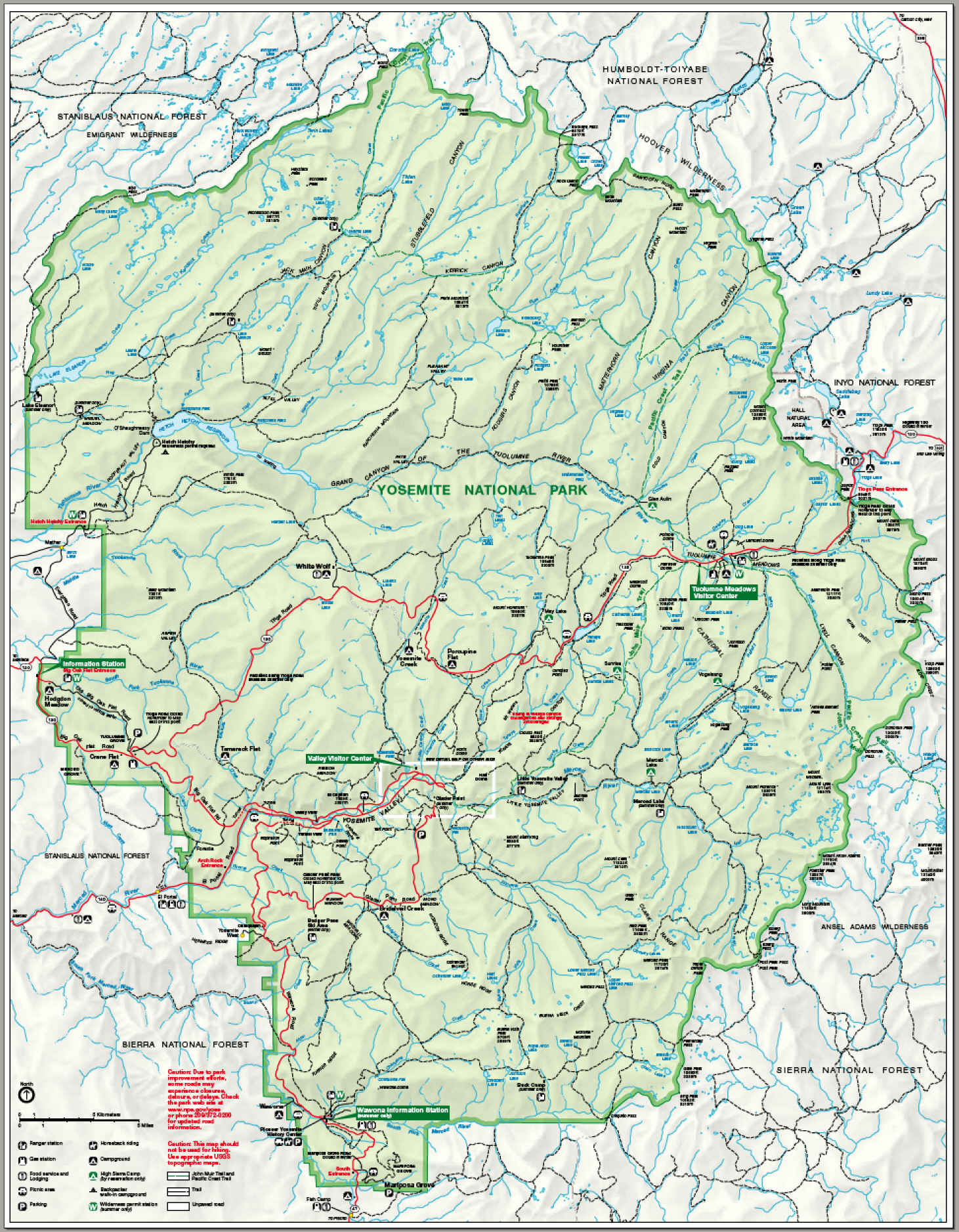
Mapa do Parque

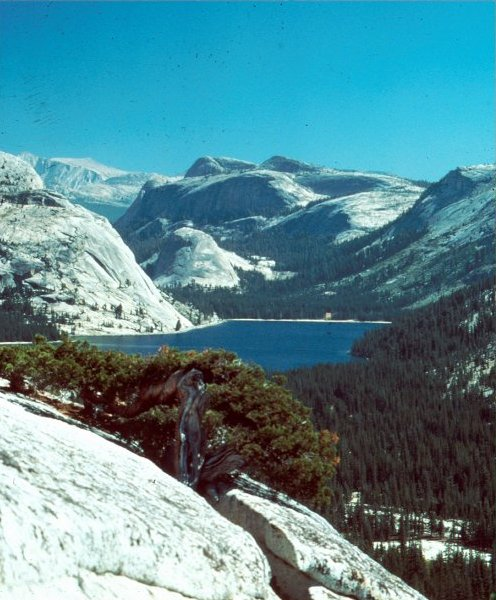
Lago Tenaya e as montanhas rochosas em redor

O parque nacional de Yosemite localiza-se na Serra Nevada na Califórnia, demorando a viagem de automóvel desde São Francisco aproximadamente três horas e meia, e desde Los Angeles seis horas. Em redor do parque existem áreas florestais: a Ansel Adams Wilderness a Sudeste, a Hoover Wilderness a nordeste e a Emigrant Wilderness a norte.
Neste parque de quase 3,1 mil km² existem milhares de lagos e pegos, 2,6 mil km em cursos de água, 1,3 mil km em trilhas para passeios pedestres e 560 km de estradas. Dois rios designados pelas autoridades federais como wild and scenic rivers, o Merced e o Tuolumne, nascem dentro do parque e seguem para oeste para o vale central da Califórnia. Anualmente mais de 3 milhões de pessoas visitam o parque, concentrando-se a maior parte nos 18 km² que constituem o vale de Yosemite.

### Rochas e erosão
A maior parte da área do parque é constituída pela rocha granítica do batólito da Serra Nevada. Cerca de 5% do parque (sobretudo no lado este, próximo do monte Dana) é composto por rocha vulcânica metamorfoseada e sedimentos, a estas rochas chama-se, em inglês, roof pendants (literalmente pendentes do telhado) por terem em tempos sido o topo da camada granítica abaixo.
A erosão, ao agir sobre as diferentes junções e fracturas criadas pela elevação ocorrida há milhões de anos, é a principal escultora dos montes e vales, penhascos e cúpulas que compõem a paisagem natural. Note-se que estas junções e fracturas não se movem e não são portanto falhas geológicas. O espaçamento existente entre as junções e as fracturas depende em grande parte da quantidade de sílica presente no granito, visto que um aumento do teor de sílica tende a gerar uma maior separação entre as junções e as fracturas, e portanto uma rocha mais resistente.
Os pilares e colunas, como a coluna de Washington e a Lost Arrow, são criadas por junções cruzadas. Já os vales, que depois se transformam em ravinas e desfiladeiros, são criados pela erosão ao atuar nas principais junções. A força erosiva que se tem revelado mais forte nos últimos milhões de anos é a que age sobre os glaciares alpinos, uma vez que foi capaz de transformar vales em forma de "V" esculpidos pelos rios, em desfiladeiros em forma de "U" com corte característico dos glaciares (como o vale de Yosemite e o vale de Hetch Hetchy).
A ação da esfoliação (causada pela tendência dos cristais em rocha ígnea se elevarem para a superfície da rocha) sobre rocha granítica com junções muito espaçadas é a responsável pela criação de cúpulas como a Half Dome e a North Dome  e arcos como os Royal Arches.

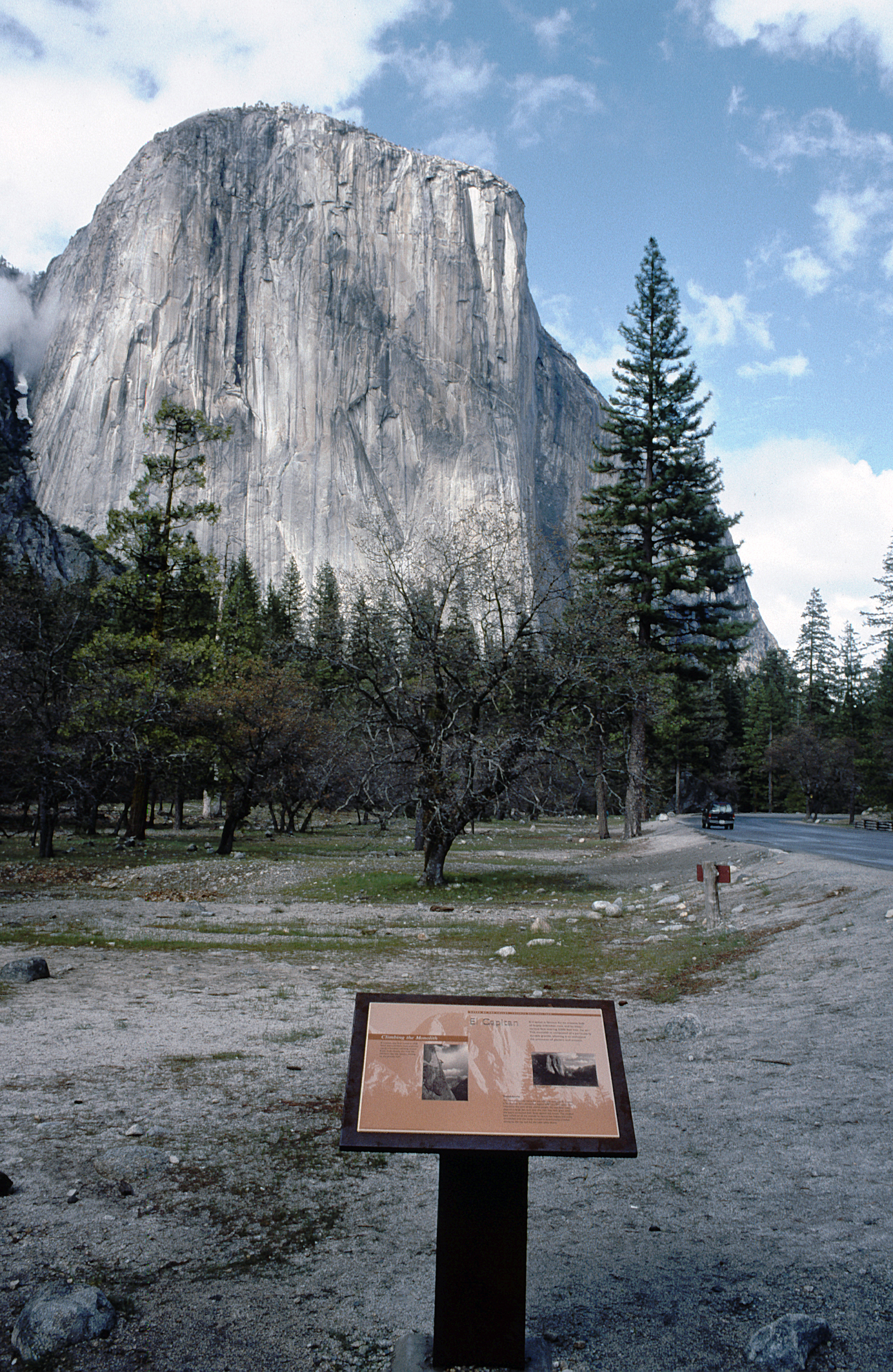
El Capitan

### Atrações populares
Representando apenas 1% da área do parque, o vale de Yosemite é o ponto que mais turistas recebe. O El Capitan, um proeminente penhasco de granito que se impõe sobre o vale, é um dos mais populares destinos do mundo para os escaladores de rochas, uma vez que oferece diversos percursos com diferentes graus de dificuldade, para além de estar acessível todo o ano. Erguem-se também sobre o vale a Sentinel Dome e a Half Dome, impressionantes cúpulas de granito com 900 e 1 450 metros respectivamente.
Nas terras altas de Yosemite existem também belas áreas, como as Tuolumne Meadows, as Dana Meadows, o Clark Range, o Cathedral Range e o Kuna Crest. O Pacific Crest Trail atravessa o parque, com picos vermelhos de rocha metamórfica, como o monte Dana  e o monte Gibbs, bem como picos de granito, como o monte Conness. O monte Lyell é o ponto mais alto do parque.
O parque tem três pequenos bosques de sequoias gigantes da espécie Sequoiadendron giganteum, o Mariposa Grove (com 200 árvores), o Tuolumne Grove (com 25) e o Merced Grove (com 20). As sequoias gigantes são as maiores árvores do mundo e são das mais altas e mais velhas (as Sequoia sempervirens existentes na costa Noroeste da Califórnia são as mais altas e as Pinus longaeva no Leste da Califórnia as mais velhas). Estas árvores estavam bastante mais disseminadas antes da Idade do Gelo começar.

### Cataratas
O parque de Yosemite é famoso pelas suas muitas quedas de água. Apesar de aparecerem novas cataratas quando chove, estas são efêmeras, sendo as principais as seguintes:
- Bridalveil Fall (189 metros)[17]
- Chilnualna Falls (210 metros)[18]
- Illilouette Fall (113 metros)[19]
- Lehamite Falls (360 metros)[20]
- Nevada Fall (146 metros)[21]
- Ribbon Falls (491 metros, onde há a maior queda vertical)[15][22]
- Royal Arch Cascade (381 metros)[23]
- Sentinel Fall (585 metros)[24]
- Silver Strand Falls (175 metros)[25]
- Snow Creek Falls (652 metros)[26]
- Staircase Falls (396 metros)[27]
- Tueeulala Falls (256 metros)[28]
- Vernal Fall (97 metros)[29]
- Wapama Falls (409 metros)[30]
- Waterwheel Falls (110 metros)[31]
- Wildcat Falls (219 metros)[32]
- Yosemite Falls (739 metros, a maior da América do Norte e terceira maior do mundo)[15][33]

A causa do aparecimento de tantas cascatas temporárias deve-se ao facto de, durante os meses de abril, maio e junho, estarmos em plena época do degelo, em que estão propiciadas as condições para se formarem quedas de água nos locais onde o gelo derretido aflui.

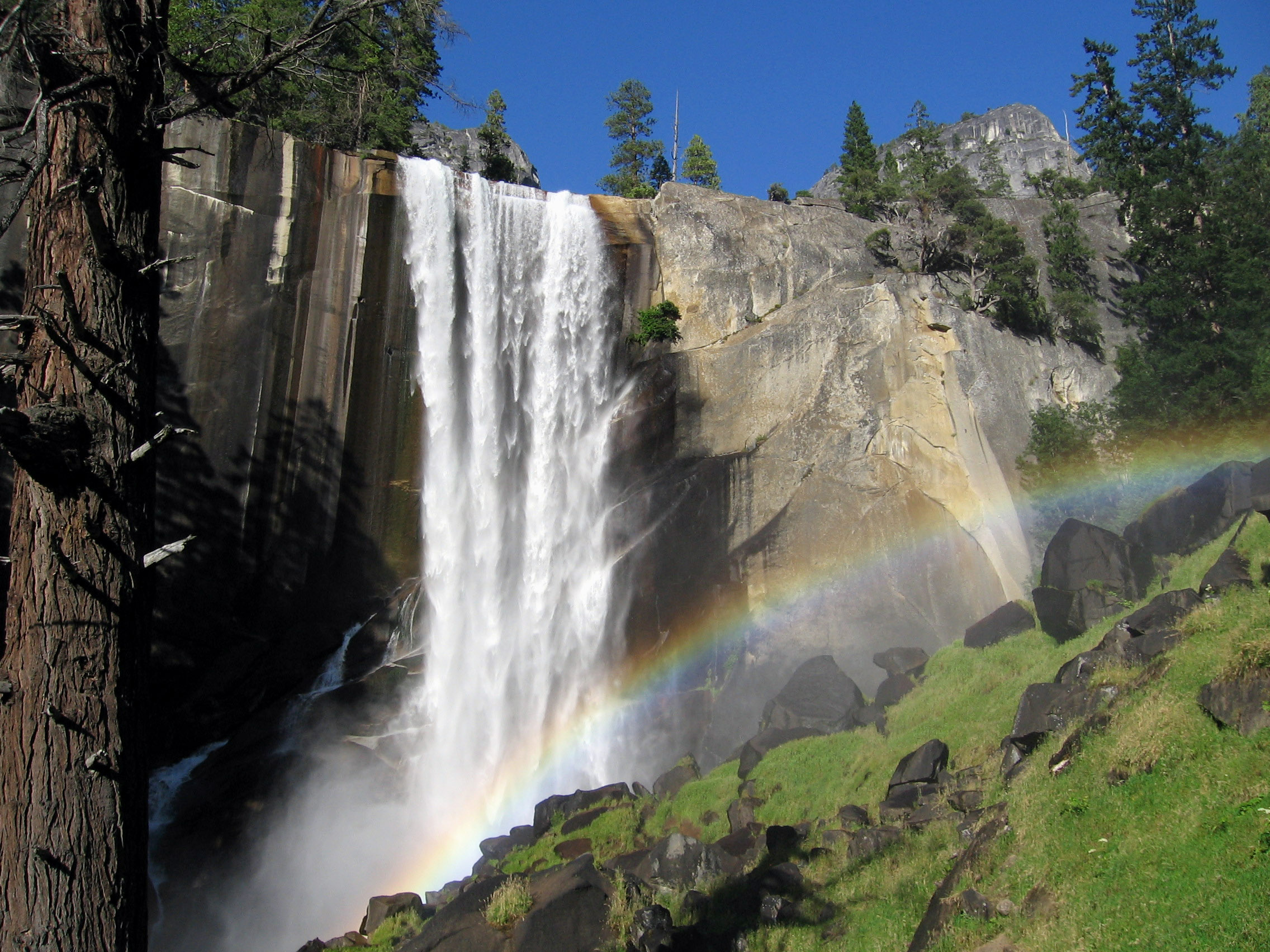
Arco-íris na base da Vernal Fall
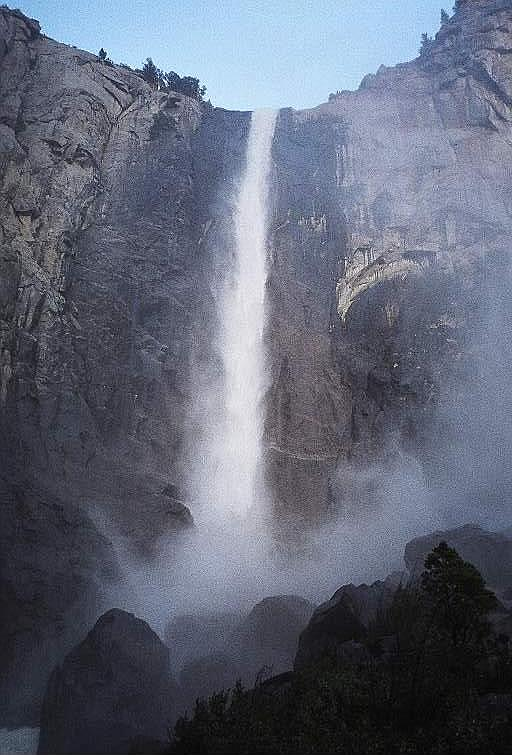
Bridalveil Fall
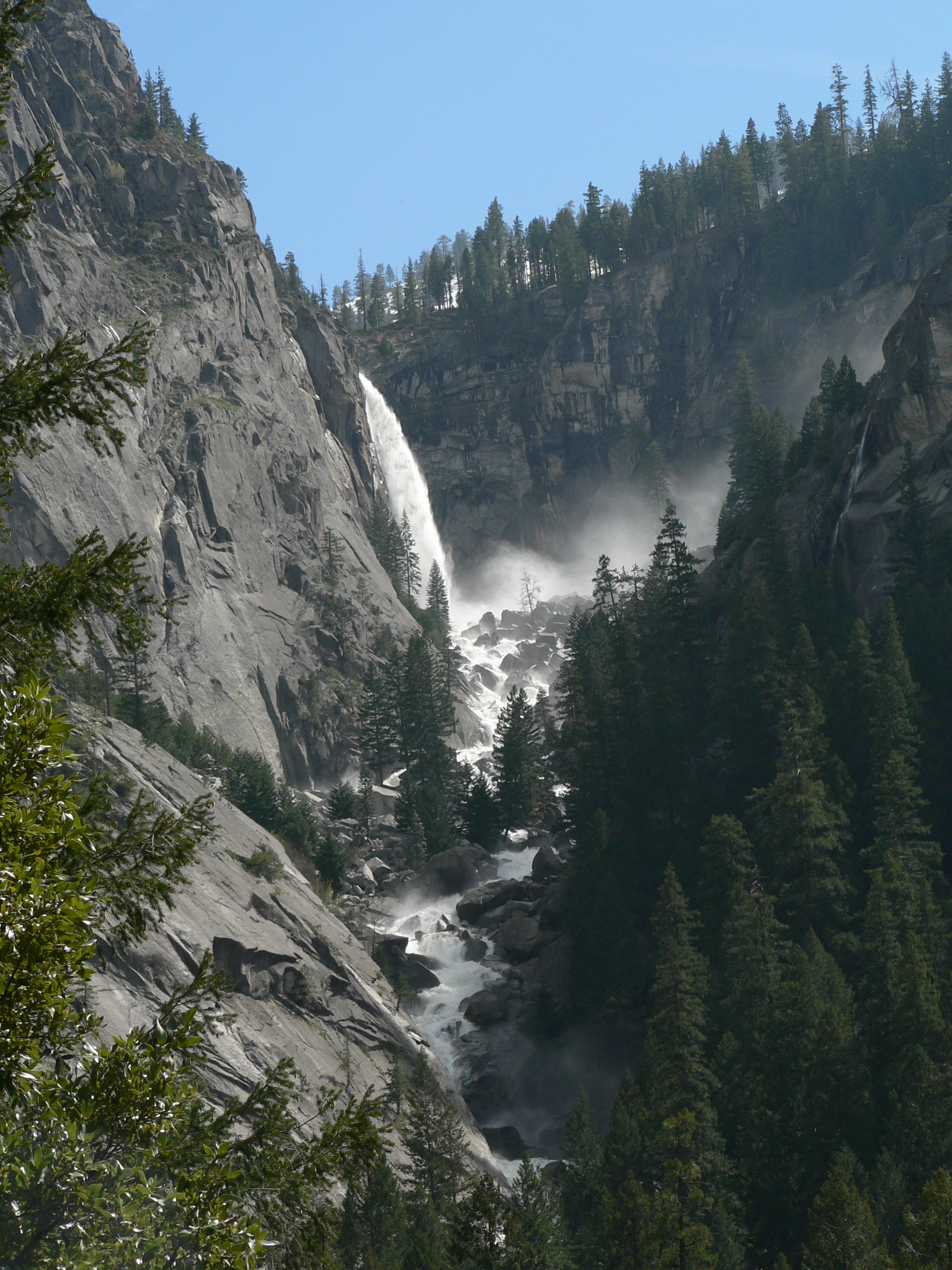
Illilouette Fall
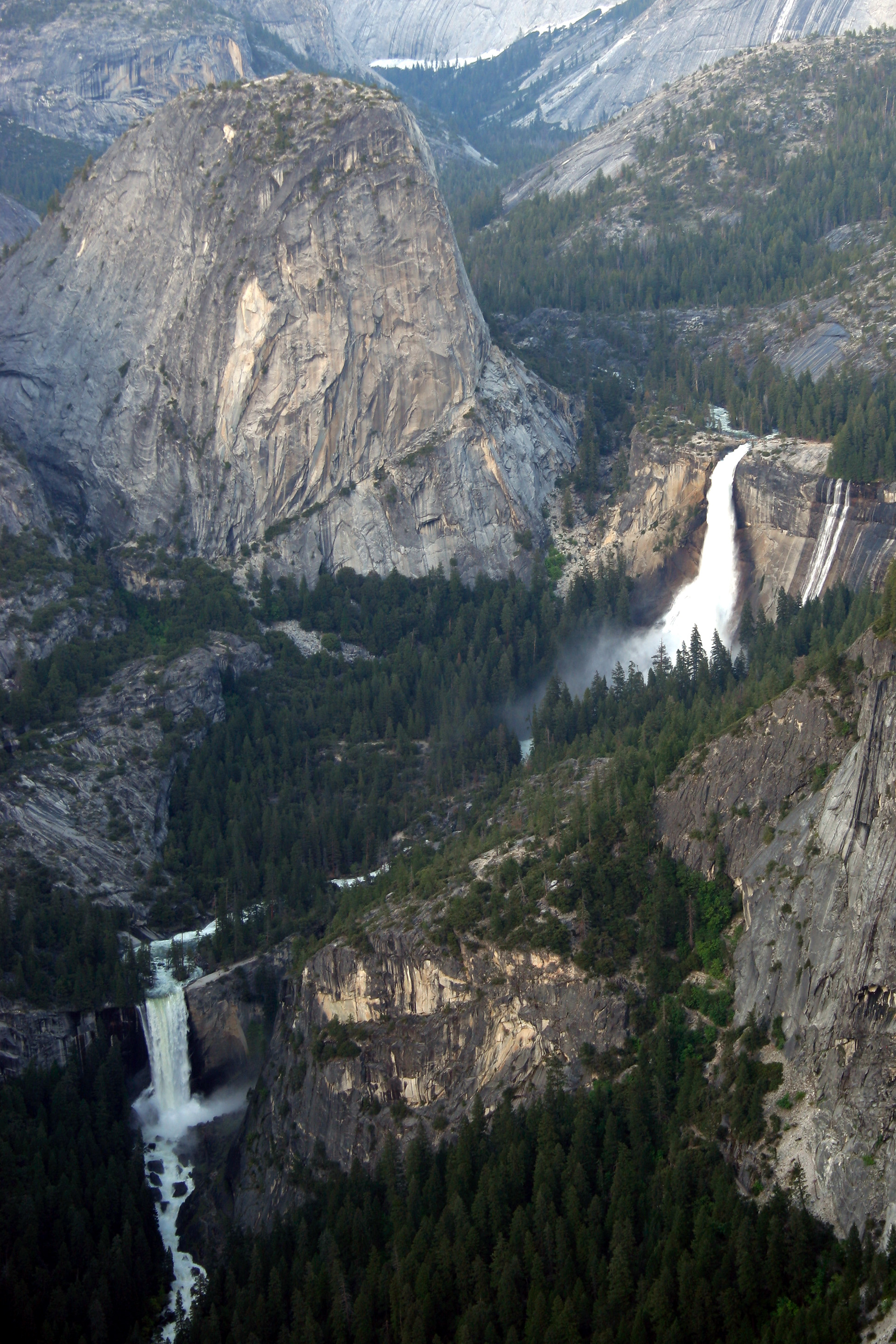
Nevada Fall
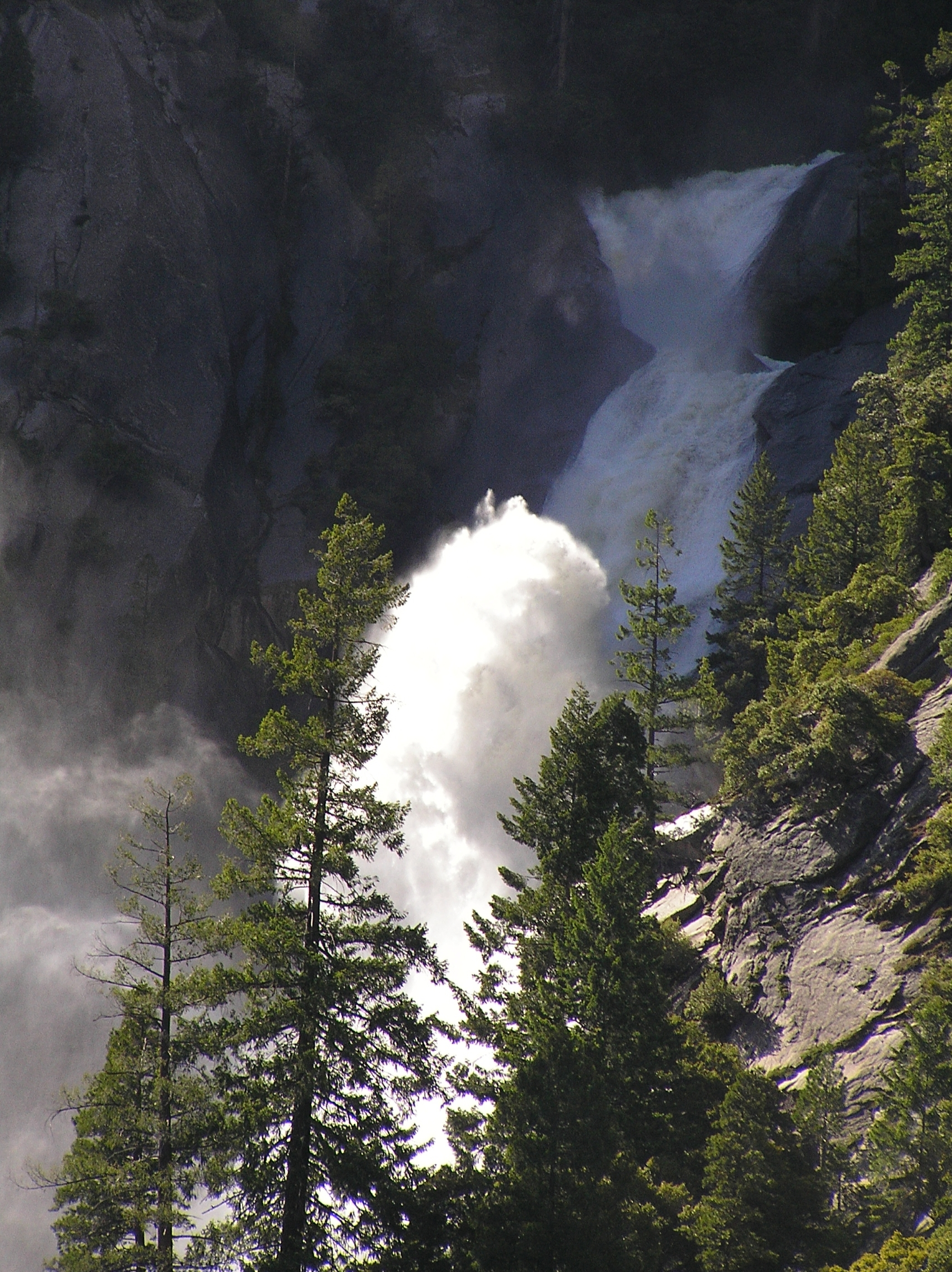
Snow Creek Falls
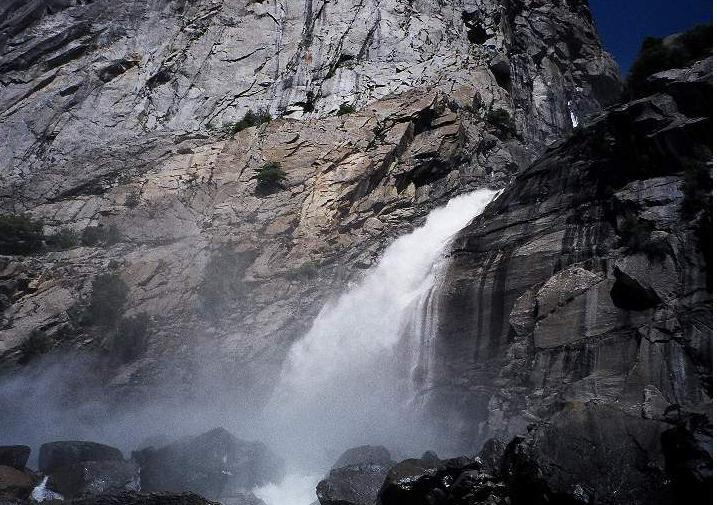
Wapama Falls
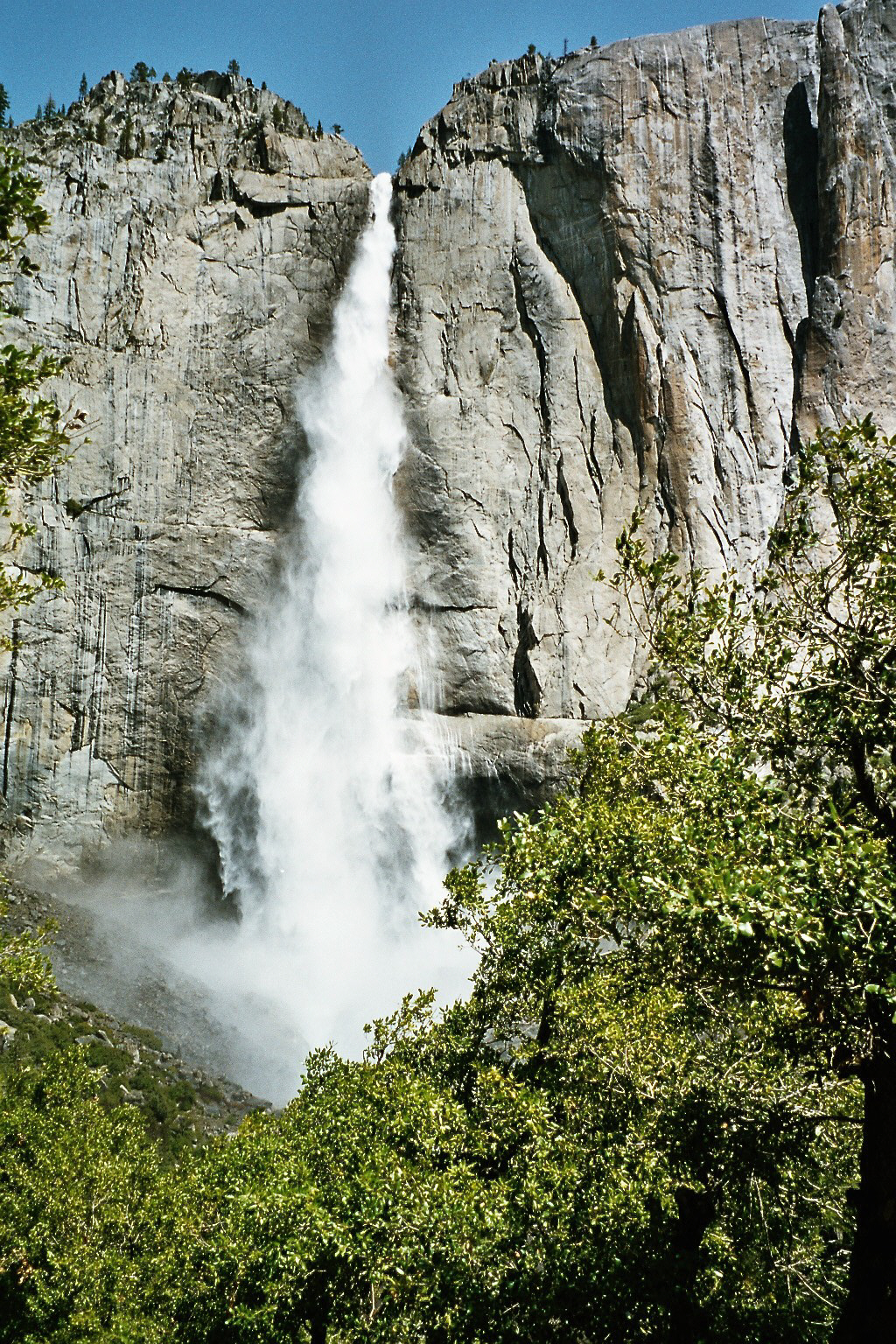
Yosemite Falls

### Água e gelo
Os rios Tuolumne e Merced escavaram desfiladeiros com profundidades que chegam a atingir os 900 e os 1,2 mil metros. O Tuolumne irriga toda a parte norte do parque, que compreende uma área de aproximadamente 1 760 km², já o Merced nasce nos picos localizados no sul do parque e irriga uma área que ronda os 1 320 km².
Para a definição da morfologia do parque foram fundamentais os acontecimentos ligados às movimentações de água e gelo, nomeadamente as inundações, as adaptações do terreno à ação dos cursos de água e o processo de formação dos glaciares. No parque também se contam aproximadamente 3,2 mil lagos com área superior a 100 m², duas grandes albufeiras e 2,7 mil km de rios que ajudam a formar as duas grandes porções de água existentes.
As terras baixas do parque, como o fundo dos vales, são particularmente húmidas e acabam por se ligar aos lagos e rios próximos durante a estação das cheias, e pela acção dos lençóis freáticos. Os pastos, existentes entre os 900 e os 3,5 mil metros de altura, são também, na sua maioria, terras húmidas.

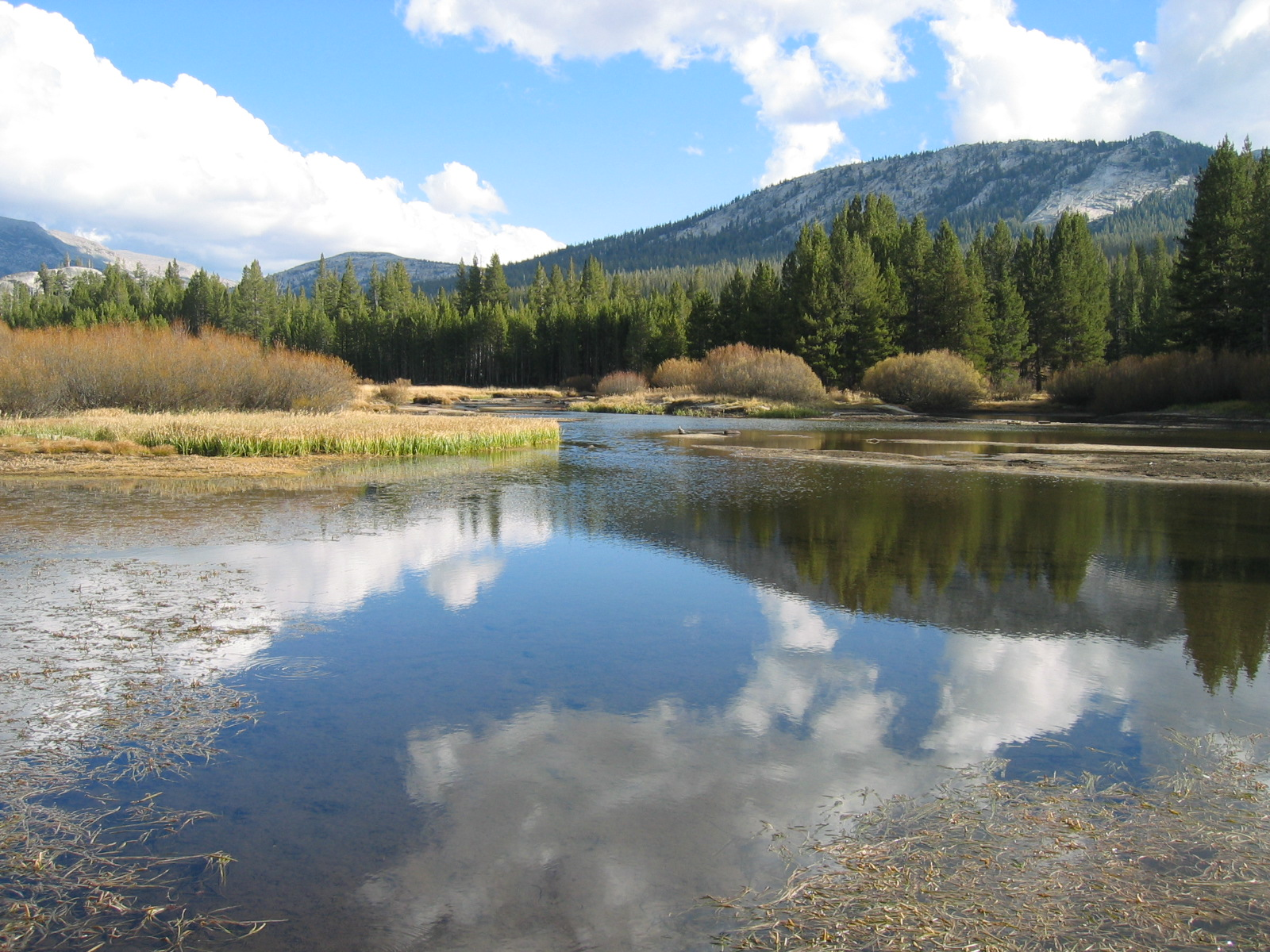
O rio Tuolumne com as Tuolumne Meadows ao fundo

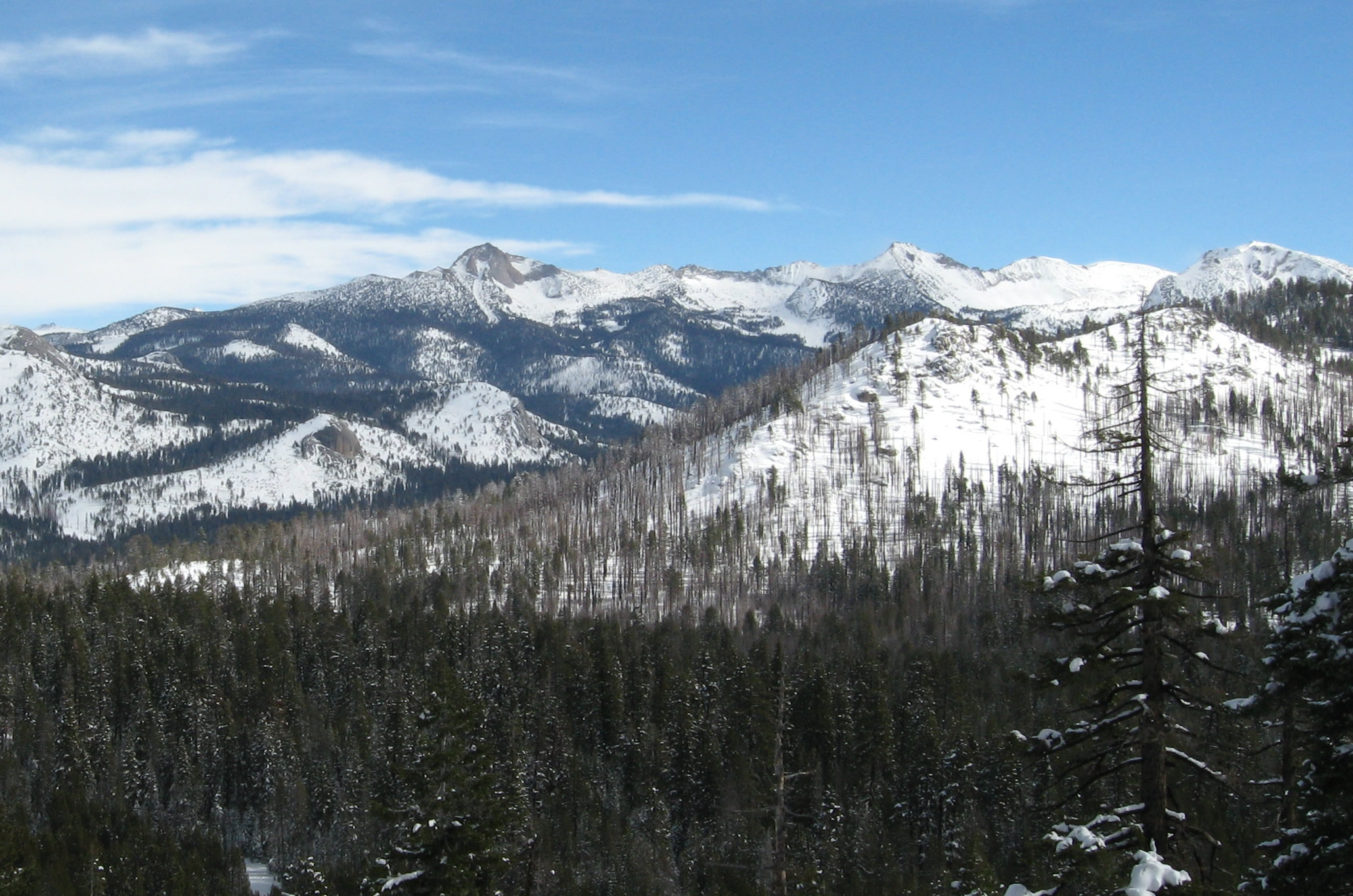
Os montes Clark sob a neve

Todos os glaciares do parque são relativamente pequenos e ocupam áreas que estão permanentemente à sombra, como os vales em forma de anfiteatro (em inglês cirque) que estão virados a norte e a nordeste, não havendo nenhum glaciar que descenda dos enormes glaciares alpinos formados durante a Idade do gelo. Os glaciares do parque formaram-se durante um dos períodos neoglaciais posteriores à Idade do Gelo.
O aquecimento global tem vindo a reduzir o número de glaciares existentes no mundo e diminuído o tamanho dos restantes, tendo muitos glaciares que anteriormente existiam no parque de Yosemite desaparecido, como é o caso do Glaciar Merced, descoberto em 1871 por John Muir  (e que veio consubstanciar a tese da origem glacial de toda a área do parque), tendo outros encolhido até 75% do tamanho original. O Glaciar Lyell é o maior glaciar da Serra Nevada e consequentemente do parque, cobrindo 65 ha.

### Clima
A área que compreende o parque de Yosemite tem um clima mediterrânico, o que significa que a precipitação ocorre praticamente toda durante o inverno, que é suave em termos de frio, sendo as outras estações bastante secas (menos de 3% da precipitação ocorre durante o verão, que é tipicamente quente e seco). A precipitação aumenta com a altitude até próximo dos 2,4 mil metros, e varia entre os 915 mm registrados nos 1,2 mil m e os 1,2 mil mm registrados nos 2,6 mil m.
A temperatura diminui com o aumento da altitude, assumindo valores moderados devido aos apenas 160 quilómetros que separam o Yosemite do Oceano Pacífico. Devido à presença de um anticiclone na costa da Califórnia durante o verão, o ar na zona do parque é limpo e seco, visto o anticiclone enviar massas de ar fresco em direcção à Serra Nevada.
A temperatura média varia entre os -3,9 e os 11,5 °C em Tuolumne Meadows, a 2,6 mil metros de altitude, já na entrada sul, junto a Wawona (1 887 m) a temperatura média situa-se entre os 2,2 e os 19,4 °C. Nas elevações mais baixas, abaixo dos 1 525 metros, as temperaturas são mais elevadas; no vale de Yosemite (1 209 m) esta situa-se entre os 7,8 e os 32,2 °C. Abaixo dos 2 440 m, as temperaturas costumam ser amenizadas no verão pelas trovoadas de verão que ocorrem com frequência, bem como pela neve que pode persistir até Julho. A junção da humidade baixa com as trovoadas costuma originar incêndios, causados pelos relâmpagos que se abatem sobre a vegetação seca.

## História

### Os Ahwahnechee e as guerras de Mariposa

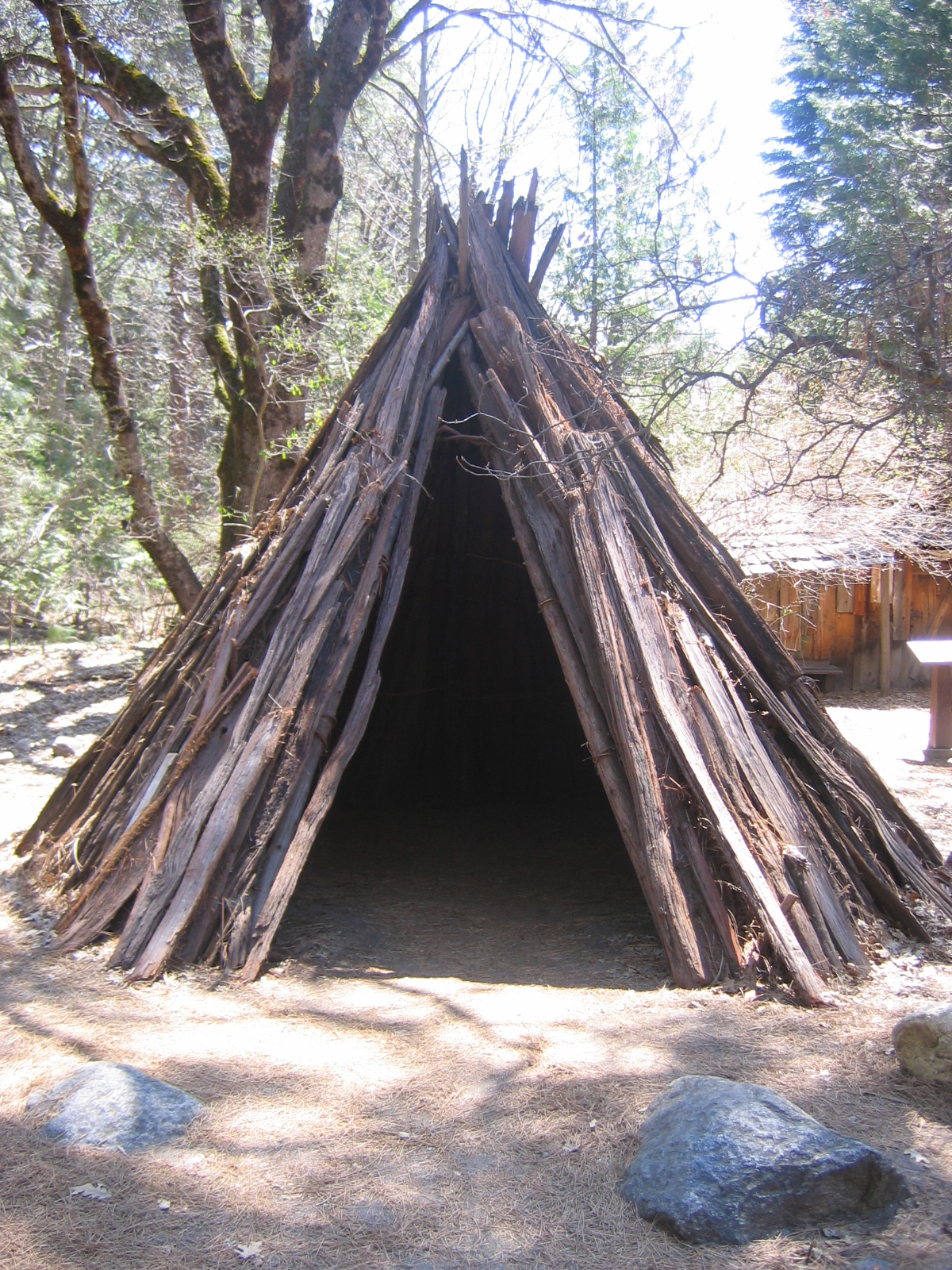
Casa Miowk

Os povos de Paiute e Serra Miwok viveram na área durante décadas, antes de os primeiros exploradores brancos penetrarem na região. Um grupo de índios americanos, os Ahwahnechee, vivia na área quando os primeiros não-indígenas chegaram.
A febre do ouro a meio do século XIX fez aumentar de forma exponencial as viagens na região. O major James Savage do Exército dos Estados Unidos liderou o batalhão Mariposa, em 1851, na perseguição pelo vale de Yosemite de 200 índios Ahwahnechee liderados pelo chefe Tenaya, sendo este o primeiro registo confirmado da entrada de caucasianos no vale.
Juntamente com a unidade de Savage estava o Dr. Lafayette Bunnell, o médico da companhia, que mais tarde descreveu o seu fascínio pelo que observou do vale em The Discovery of the Yosemite. É Bunnel que usualmente se aponta como tendo sido a pessoa que deu o nome ao vale, após as suas entrevistas com o chefe Tenaya. Bunnel escreveu que o chefe Tenaya foi o fundador da colónia Pai-Ute de Ah-wah-ne. Os Miworks, à semelhança da maioria dos colonizadores brancos, consideravam os Ahwahnechee especialmente violentos, devido às suas frequentes disputas territoriais, de tal forma que a palavra Miwork "yohhe'meti" significa literalmente "eles são assassinos". A correspondência e os artigos escritos pelos membros do batalhão ajudaram a popularizar o vale e a área circundante.
O chefe Tenaya e os restantes Ahwahnechee acabaram por ser capturados e a sua vila queimada, tendo sido levados para uma reserva próxima de Fresno. Alguns foram mais tarde autorizados a tornar ao vale, mas, após atacarem um grupo de oito mineiros, em 1852, encontraram problemas sérios, uma vez que, após o ato tentaram refugiar-se junto da tribo vizinha Mono, que, traindo a sua hospitalidade, perseguiu e assassinou todos os Ahwahnechee.

### Os primeiros turistas
O entrepreneur James Mason Hutchings e o artista Thomas Ayres aventuraram-se na área em 1855, na companhia de mais duas pessoas, tornando-se os primeiros turistas do vale. James Hutchings veio a escrever artigos e livros focando esta primeira excursão e outras posteriores, sendo os desenhos de Thomas Ayres os primeiros desenhos precisos de muitos pontos de relevo. O fotógrafo Charles Leander Weed foi o primeiro a fotografar os encantos do vale, em 1859, dos fotógrafos que lhe sucederam inclui-se Ansel Adams.
Wawona foi um antigo acampamento índio, sendo atualmente parte integrante da zona Sudoeste do parque, no início construíram-se alojamentos simples, sendo o Wawona Hotel construído em 1879, para albergar os turistas que visitavam o Mariposa Grove, bosque de sequoias gigantes descoberto pelo colono Galen Clark em 1857. À medida que o turismo cresceu, o mesmo sucedeu ao número de caminhos e hotéis na região.

Abraham Lincoln o responsável pelo Yosemite Grant

### OYosemite Grant
Preocupando-se com os efeitos nefastos que os interesses comerciais poderiam trazer, várias pessoas advogaram a proteção da área. Uma nota que passou nas duas câmaras do Congresso dos Estados Unidos e que foi assinada pelo presidente Abraham Lincoln a 30 de junho de 1864, criou o Yosemite Grant. O vale de Yosemite e o Mariposa Grove foram cedidos à Califórnia como um parque estadual e uma comissão responsável foi nomeada dois anos depois. O Yosemite Grant é uma nota histórica, uma vez que estabelece os fundamentos para a criação do Parque Nacional de Yellowstone, o primeiro parque nacional oficial. Nos uniformes dos serviços do parque encontra-se uma representação das sequoias gigantes, atestando a especial importância do Mariposa Grove para o desenvolvimento do parque nacional.
Apesar de a comissão ter tomado posse, esta tinha poderes limitados na gestão das terras, colidindo com os interesses de Hutchings. O conflito resolveu-se em 1875, quando os títulos de propriedade foram invalidados, mas em 1880 a comissão foi demitida e Hutchings tornou-se o novo guardião do parque.
Os acessos ao parque e as condições de acolhimento para turistas no vale melhoraram nos primeiros anos de existência do parque. O turismo registou um aumento significativo depois de terminada a First Transcontinental Railroad em 1869, mas era ainda grande a distância a percorrer a cavalo, com a construção de três estradas para diligências a meio da década de 1870 os acessos foram melhorados, no sentido de aumentar o número de visitantes.
John Muir, um naturalista nascido na Escócia, escreveu diversos artigos sobre esta região, aumentando o interesse da comunidade científica nesta. Muir foi um dos primeiros a apoiar a ideia de que as maiores alterações do relevo de Yosemite tinham sido devidas à ação de grandes glaciares alpinos, opondo-se a cientistas de créditos firmados, como Josiah Whitney, que olhavam para Muir como um amador. Muir não se limitou a publicar os primeiros escritos sobre o parque, pois debruçou-se ainda sobre a biologia da área.

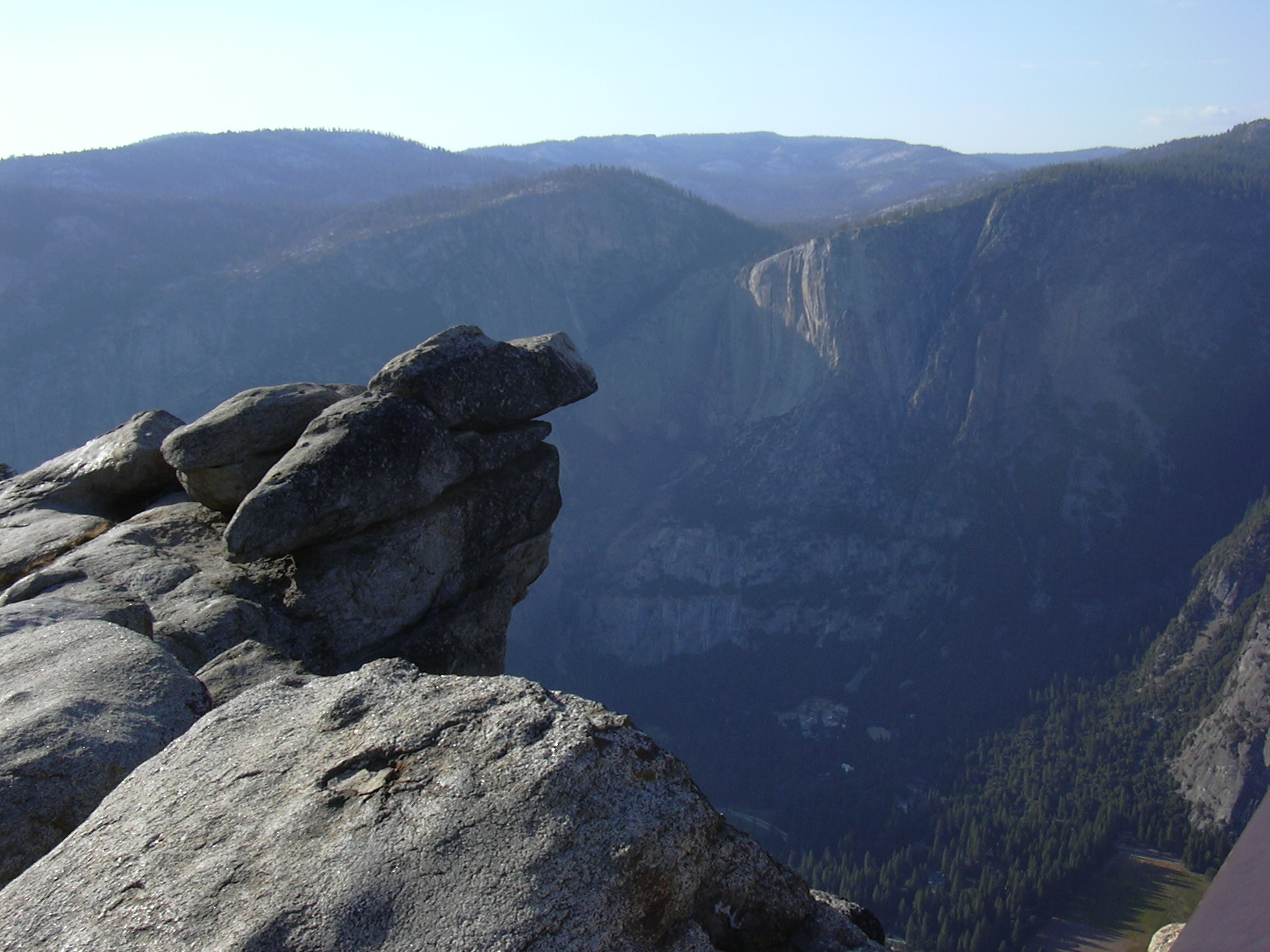
Rocha saliente no Glacier Point

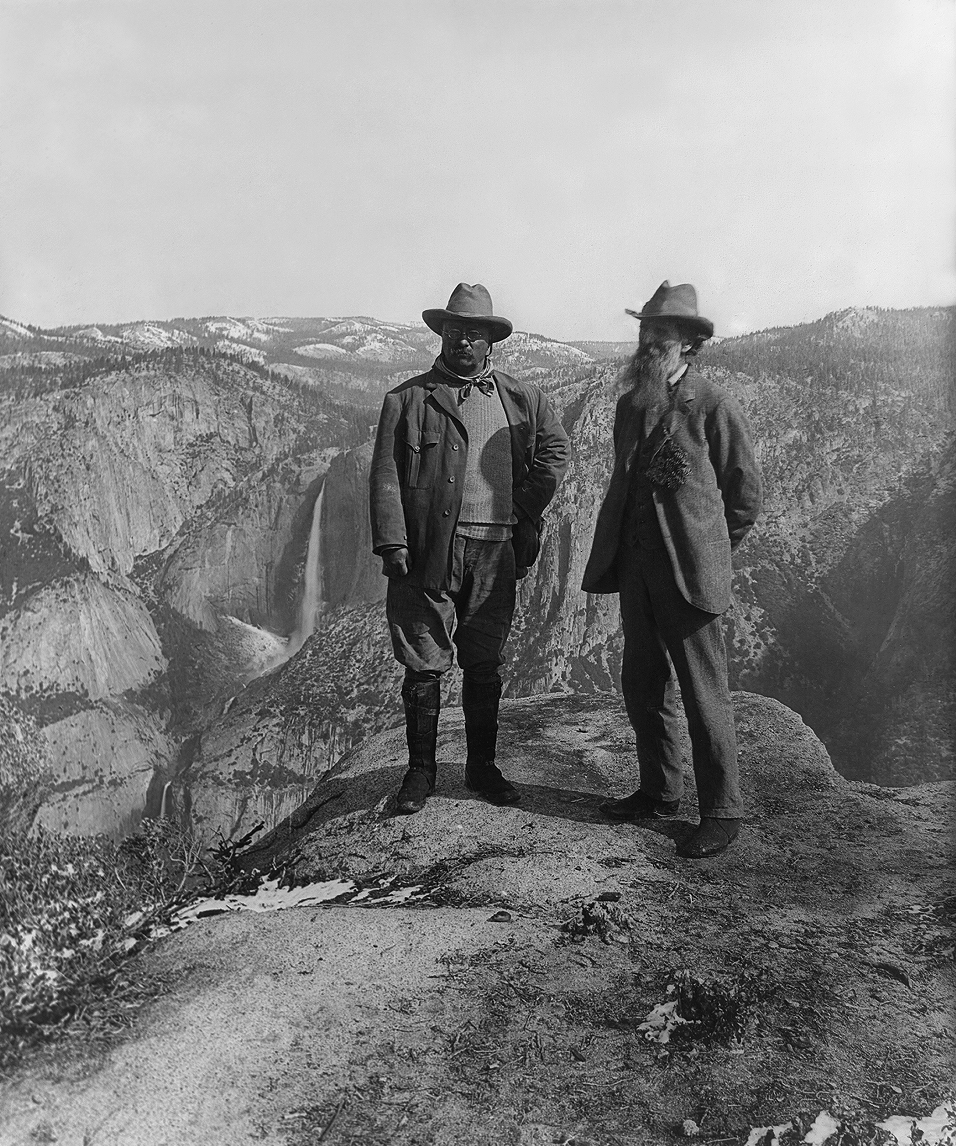
Theodore Roosevelt e John Miur no Glacier Point

### Maior proteção
A sobre exploração dos pastos (especialmente por gado ovino), o corte de sequoias gigantes e outros danos levaram Muir  a advogar uma maior proteção do ambiente do parque, conseguindo convencer personalidades de relevo da importância da colocação da área sob controlo federal. Uma destas personalidades foi Robert Underwood Johnson, o editor da Century Magazine, que ajudou na criação, pelo congresso, do Yosemite National Park (parque nacional de Yosemite), em 1 de outubro de 1890. Contudo, o estado da Califórnia manteve o controlo do vale e do Mariposa Grove. A ação de Muir também ajudou a persuadir as autoridades a acabar com a exploração dos pastos das terras altas.
A 19 de maio o parque nacional recém-criado ficou sob a jurisdição do 4º Regimento de Cavalaria do Exército dos Estados Unidos, que estabeleceu um acampamento em Wawona. No final da década de 1890 a pastorícia deixou de representar um problema e o exército fez muitas outras melhorias; apesar disto, não tinha autorização para intervir nas degradadas condições do vale e do Mariposa Grove.
Muir  e o Sierra Club continuaram a pressionar o governo e pessoas influentes para a criação de um parque nacional unificado. Em maio de 1903, o presidente Theodore Roosevelt esteve acampado com John Miur perto do Glacier Point durante três dias. Nesta viagem, Muir convenceu Roosevelt a colocar sob alçada do governo federal o vale e o Mariposa Grove, o que veio a efetivar-se em 1906, numa nota assinada por Roosevelt.

### Posteriormente

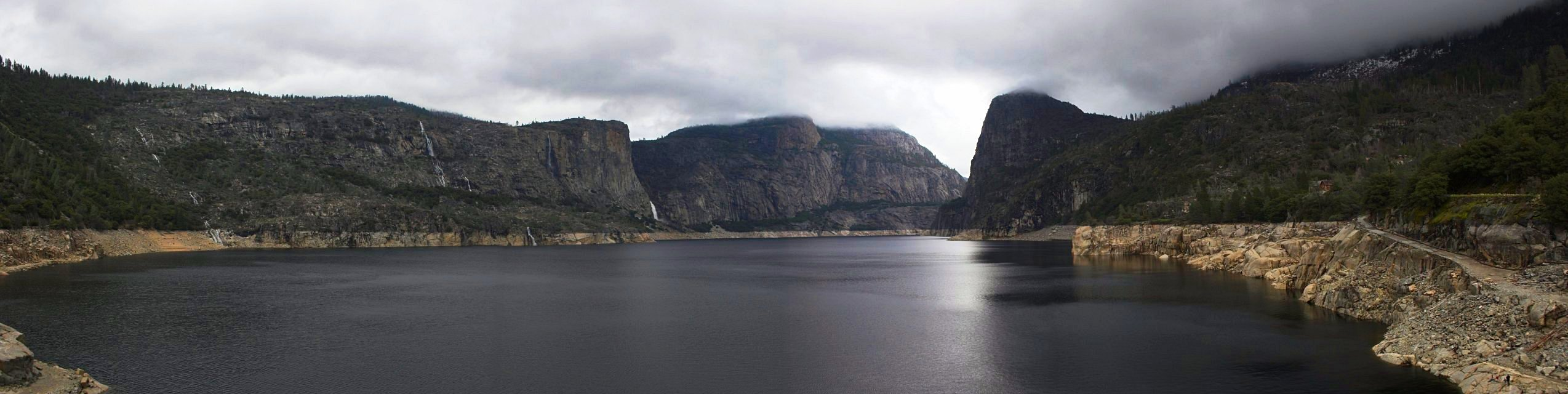
O reservatório de Hetch Hetchy

O National Park Service foi formado em 1916 e o parque de Yosemite foi transferido para a jurisdição dessa agência. Ainda em 1916 construíram-se espaços de campismo nos lagos Merced e Tenaya e outras valências. Os automóveis puderam começar a entrar no parque após a construção de vias que, ao contrário das até então existentes, as condições atmosféricas não tornavam impraticáveis. No princípio da década de 1920 foi fundado o Yosemite Museum.
A norte do vale de Yosemite mas ainda dentro do parque está o vale de Hetch Hetchy, que foi inundado para se criar uma albufeira e uma central hidroeléctrica em benefício da distante cidade de São Francisco (existiu uma grande discussão em torno da inundação do vale, mas o congresso acabou por autorizar em 1913 a construção da barragem O'Shaughnessy).
Desde então, os defensores da preservação do parque conseguiram fazer com que o congresso designasse 2 742 km², aproximadamente 89% do parque, como "Floresta de Yosemite", uma zona de floresta altamente protegida. O Park Service tem tentado proteger o parque das invasões de turistas, como acontece no verão. Devido ao aumento da frequência com que ocorrem engarrafamentos, já apareceram propostas para excluir todos os automóveis que não estejam registados num hotel ou acampamento, o que levaria as pessoas que visitam o vale durante o dia a utilizarem os transportes gratuitos, bicicleta ou caminharem pelos onze quilómetros do vale.

## Geologia

### Atividade tectónica e vulcânica

O Cascade Range

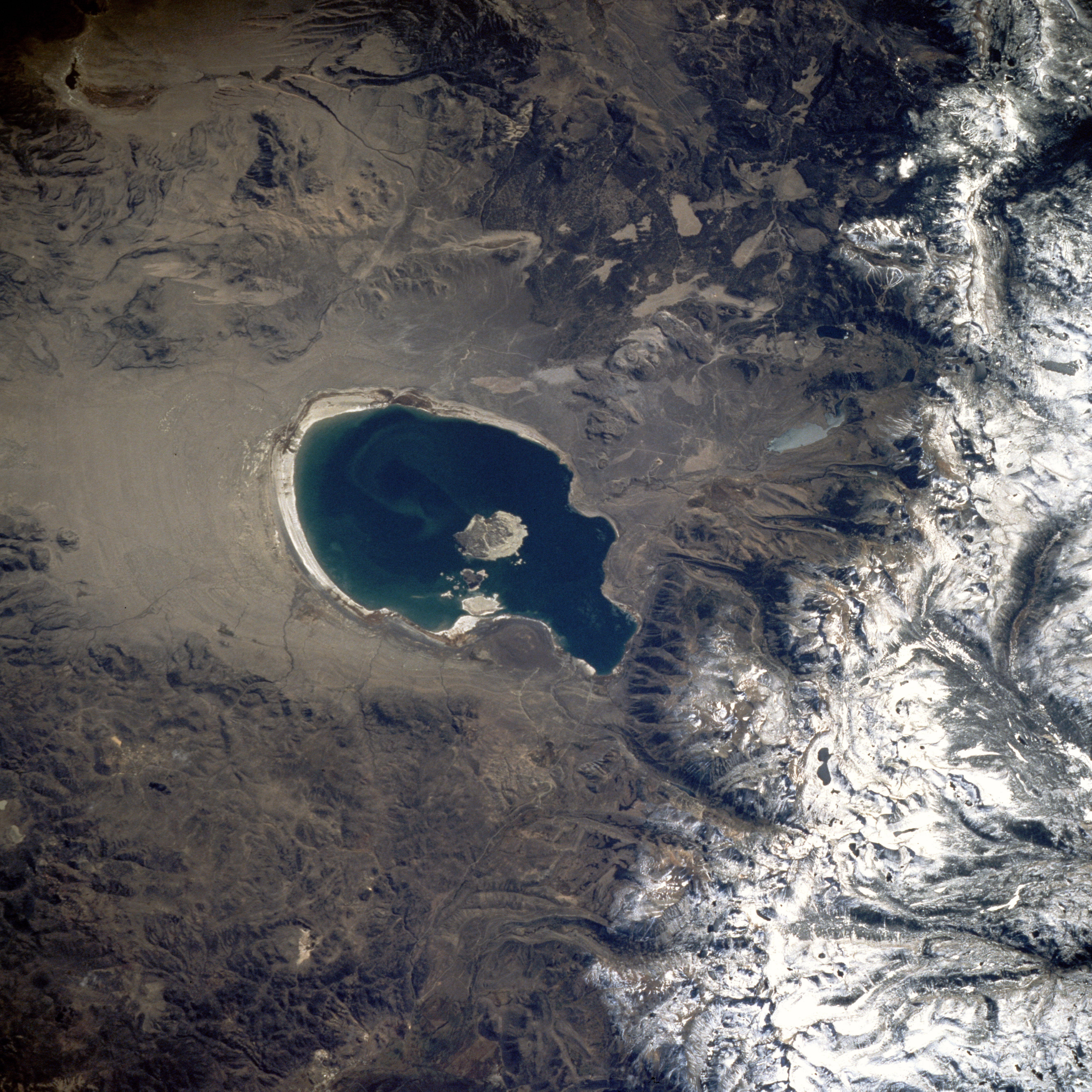
O lago Mono visto de um satélite, com as montanhas nevadas da Serra Nevada

O calor gerado pela subducção de placas tectónicas (Farallon e norte-americana) levou à criação dum arco insular de vulcões na costa oeste da América do Norte entre o final do período Devoniano e o período Permiano. A atividade vulcânica durante o Jurássico quebrou e cobriu estas rochas, devido possivelmente à atividade magmática associada às primeiras etapas da criação do batólito da Serra Nevada. Destas rochas 95% acabaram por ser removidas pela erosão, acelerada pela elevação.
A primeira fase da intrusão ígnea iniciou-se há cerca de 210 milhões de anos, no final do Triássico e continuou durante o Jurássico, durante cerca de 60 milhões de anos. Sensivelmente na mesma altura, a orogenia do Nevada construiu o antepassado do que viria a ser a Serra Nevada. Estes acontecimentos foram parte integrante da criação do batólito da Serra Nevada, sendo a maioria das rochas resultantes de composição graníticas e estando localizadas a dez quilómetros da superfície. A segunda fase de intrusão ocorreu no período compreendido entre os 120 milhões de anos e os 80 milhões de anos atrás, portanto durante o Cretáceo.
Começando há 20 milhões de anos, no Cenozoico, e durando até há 5 milhões de anos, apareceram novos vulcões na Cascade Range, entretanto extintos, trazendo bastante material ígneo à zona, cobrindo a parte norte da região de Yosemite. Nos restantes 5 milhões de anos até ao presente, a atividade vulcânica continuou, mas a este das fronteiras atuais do parque, nas áreas do lago Mono e de Long Valley.

### Elevação e erosão
Iniciando-se há 10 milhões de anos, o movimento vertical da falha sob a serra levou a que a Serra Nevada se elevasse, provocando o aumento do gradiente dos rios que fluem de oeste, que passaram a fluir mais depressa, acelerando a escavação dos vales por parte destes. Uma elevação adicional registou-se quando algumas grandes falhas se desenvolveram a este. A elevação da serra acelerou novamente há cerca de 2 milhões de anos, durante o Pleistoceno.
A elevação e o aumento da erosão agravadas pela ação dos glaciares deste período, acabaram por conduzir à esfoliação, responsável pela forma arredondada de muitos pontos altos.

### Ação dos glaciares
Um conjunto de glaciações acentuou as mudanças na região desde há 2 ou 3 milhões de anos até aproximadamente 10 000 anos a esta parte. Pelo menos quatro grandes glaciações ocorreram na Serra Nevada: Sherwin (também conhecida como pré-Tahoe), Tahoe, Tenaya e Tioga. Os maiores glaciares foram os formados durante a glaciação Sherwin, durante a qual se cobriram vários vales, incluindo o Yosemite. Já os glaciares produzidos posteriormente eram bastante mais pequenos, daí pensar-se que tenha sido um glaciar da glaciação de Sherwin o maior responsável pela formação do vale de Yosemite como é atualmente, assim como outros desfiladeiros na área.
O maior glaciar escorreu pelo rio Tuolumne ultrapassando largamente o vale de Hetch Hetchy, o glaciar Merced fluiu pelo vale de Yosemite e foi até ao desfiladeiro do rio Merced e o glaciar Lee Vining deixou a sua marca no desfiladeiro Lee Vining e foi encher o lago Russel (o antepassado, da Idade do Gelo, do lago Mono). Apenas os picos mais altos, como o monte Dana e o monte Conness não foram cobertos por glaciares.

## Biologia

### Habitats
Com habitats que variam desde densos chaparrais até grandes extensões de rocha, no parque nacional de Yosemite habitam mais de 250 espécies de vertebrados, onde se incluem peixes, anfíbios, répteis, aves e mamíferos. A permanência desta grande diversidade de espécies deve-se ao facto de a área do parque estar bastante bem conservada, sobretudo se comparada com algumas zonas exteriores ao parque, onde a acção do homem resultou na degradação e destruição de muitos habitats.
Ao longo de grande parte da fronteira oeste do parque, os habitats são predominantemente um misto de florestas de coníferas (Pinus ponderosa, Pinus lambertiana, Cedro-do-incenso, Abies concolor, Pseudotsuga e algumas Sequóias gigantes) e  carvalhos. Estes habitats conseguem suportar uma diversidade de fauna relativamente elevada, visto terem um clima ameno, típico de zonas de baixa altitude. Nestes habitats encontram-se usualmente o Urso-negro, o Lince pardo, a Raposa-cinzenta, o Pica-pau, o Veado-mula, o Eumeces gilberti, o Certhia americana e o Strix occidentalis, para além de várias espécies de morcegos, sendo importante para estes últimos a existência de árvores mortas para servirem como lar.
À medida que se sobe, as florestas de coníferas ficam mais restritas contando apenas com Abies, Pinus monticola, Pinus jeffreyi, Pinus contorta e ocasionalmente Pinus balfouriana. Devido à elevação, nestes habitats encontram-se menos animais, esquilos como o Spermophilus lateralis e o Tamiasciurus douglasii, martas, pássaros como o Cyanocitta stelleri, o Catharus guttatus e o açor, os répteis não são comuns, mas podem-se encontrar boas e lagartos como o Sceloporus occidentalis e o Elgaria coerulea.

Pássaro no parque

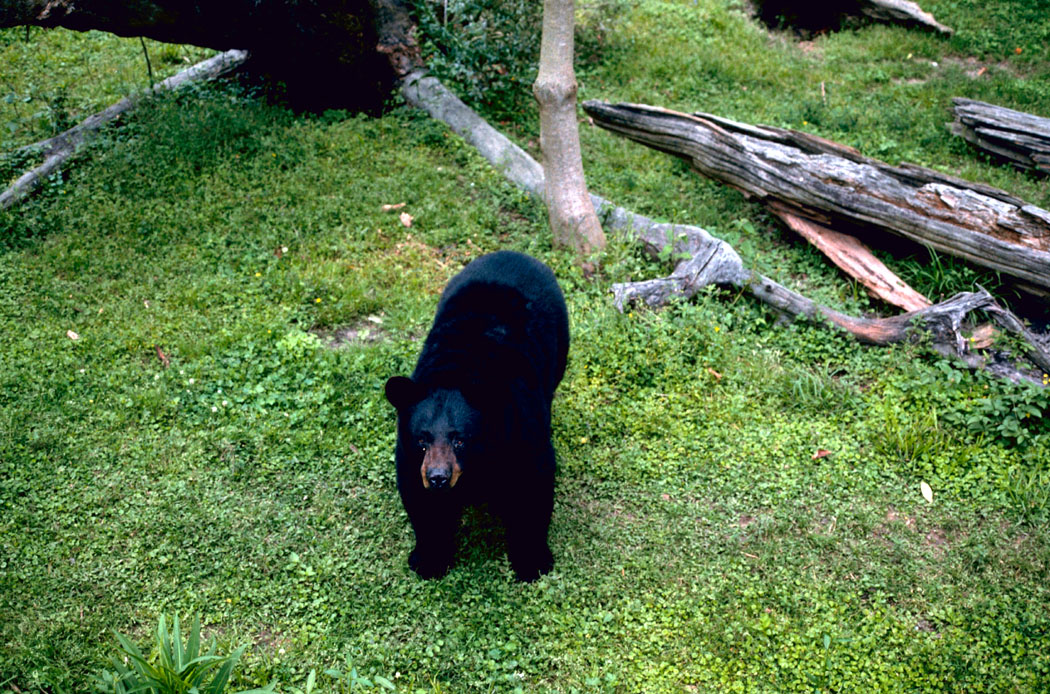
Urso-negro

Subindo ainda mais, as árvores tornam-se mais raras e de menor dimensão (predomínio de coníferas) e vêem-se áreas apenas com granito. O clima nestas áreas é mais duro, mas mesmo assim algumas espécies conseguiram adaptar-se, as marmotas, pikas, lebres e o quebra-nozes Nucifraga columbiana. Estas terras altas são preferidas pelas cabras Ovis canadensis sierrae, que existem apenas perto de Tioga Pass, onde uma pequena comunidade foi reintroduzida.
A várias altitudes, os campos providenciam as condições necessárias à sobrevivência dos animais, através da água em alguns pequenos lagos e ribeiros e dos pastos, sendo estas áreas frequentadas pelos predadores. As zonas mais próximas às fronteiras entre os campos e as florestas são muito apreciadas por alguns animais, devido à existência de alimento e de hipóteses de fuga.

### Gestão
Apesar da riqueza e da qualidade dos habitats existentes no parque, três espécies foram extintas desde a fundação do parque e 37 têm um estatuto especial segundo as leis federais ou do estado da Califórnia para espécies em risco de extinção. As ameaças mais preocupantes à fauna do parque e aos ecossistemas que ela ocupa incluem a fragmentação dos habitats, a poluição do ar e as mudanças climáticas. Em termos mais específicos, algumas espécies têm sido afetadas pelos atropelamentos e pela disponibilidade de comida dos humanos.
Os ursos-negros ficaram conhecidos pelas suas invasões de automóveis estacionados, na tentativa de roubar comida, e também pelas suas investidas aos caixotes do lixo do parque, de tal forma que os turistas se juntavam para fotografar os ursos. O aumento dos encontros entre ursos e humanos e também o aumento dos danos levaram à implementação de uma campanha agressiva para desencorajar os ursos a interagir com humanos e a comer a sua comida. Fecharam-se os contentores abertos, substituíram-se os caixotes do lixo por novos caixotes impenetráveis por ursos e equiparam-se todos os parques de campismo com cacifos também impenetráveis por ursos para as pessoas trancarem a comida, não a deixando nos carros.
Como os ursos que são frequentemente agressivos para as pessoas podem ter de ser abatidos, o pessoal do parque teve de encontrar formas inovadoras de fazer os ursos associarem aos humanos experiências desagradáveis, como o serem atingidos com balas de borracha. Hoje em dia, apanham-se cerca de trinta ursos por ano para lhes ser recolhida uma amostra de ADN e serem etiquetados na orelha; assim, quando algum urso causa danos, os guardas conseguem identificar qual foi o causador de problemas.
Quanto às sequoias gigantes, o aumento da poluição com ozono é extremamente prejudicial para estas, uma vez que causa danos nos seus tecidos, o que as torna mais vulneráveis às doenças e as pragas de insectos.

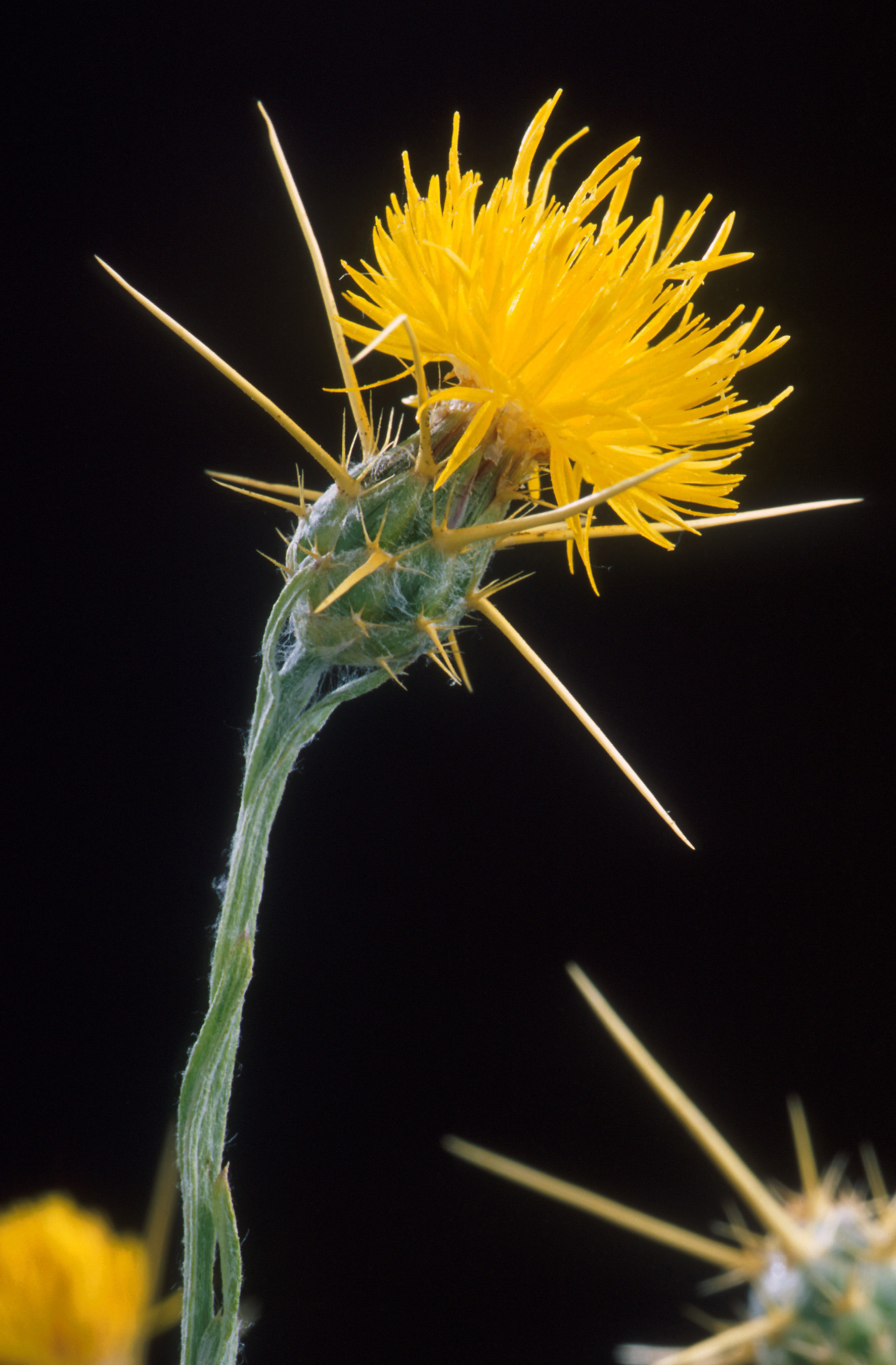
A centaurea solstitialis

O parque tem documentada a presença de mais de 130 espécies de plantas não-nativas, que foram introduzidas no parque aquando da vinda de colonos europeus para os Estados Unidos, no final da década de 1850. Quer as perturbações naturais quer as causadas pelos humanos, como os fogos e as atividades de construção, contribuíram para a disseminação destas plantas. Uma parte destas espécies invadiu e fez deslocarem-se as comunidades de plantas nativas, o que se refletiu no parque, uma vez que as plantas não-nativas podem causar alterações significativas nos ecossistemas, visto alterarem toda a cadeia assente nas comunidades de plantas nativas.
Algumas das espécies não-nativas podem causar um aumento na frequência com que aparecem fogos ou, aumentar o nível de azoto no solo, o que pode potenciar o aparecimento de mais plantas não-nativas. Muitas das espécies não-nativas, como a Centaurea solstitialis, possuem uma longa raiz que leva de vencida as plantas nativas na busca de água.
A Cirsium vulgare, a Verbascum thapsus e a Hypericum perforatum foram identificadas como sendo pestes prejudiciais para o parque na década de 1940. Outras espécies identificadas mais recentemente como agressivas e que requerem controlo foram a supracitada Centaurea solstitialis, a Melilotus, a Rubus discolor, a Rubus laciniatus e a vinca, as medidas de controlo implementadas são essencialmente destinadas à remoção física das plantas, com recurso a fogos controlados.

### Guias
- «Guia de Trilhas do Yosemite em Português clubedosaventureiros.com»
- «Imagens 3D de Yosemite no sítio virtualguidebooks.com» (em inglês)
- «Guia de viagem e passeios virtuais no parque» (em inglês)
- «Mapas interativos dos trilhos» (em inglês)
- «Guia de viagem ao parque» (em inglês)
- «O Yosemite no sítio OutdoorDB.org» (em inglês)
- «Informações sobre passeios nas montanhas do parque» (em inglês)

### Imagens
- «Imagens do parque» (em inglês)
- «Fotografias do parque por Edith Irvine» (em inglês)
- «Fotografias do parque» (em inglês)

### Organizações
- «A Yosemite Association» (em inglês)
- «O Yosemite Institute» (em inglês)
- «O Yosemite no National Park Service» (em inglês)
- «Informações sobre os parques nacionais dos EUA» (em inglês)

### Outros
- «O Parque nacional de Yosemite no sítio GORP.com» (em inglês)
- «O Parque nacional de Yosemite no sítio virtualparks.org» (em inglês)
- «Chefes índios históricos de Yosemite» (em inglês)